# Ganyu
Ganyu (chinesisch 赣榆区, Pinyin Gànyú Qū) ist ein Stadtbezirk der bezirksfreien Stadt Lianyungang im Nordosten der chinesischen Provinz Jiangsu. Er hat eine Fläche von 1.514 km2 und zählt 950.486 Einwohner (Stand: Zensus 2010).

## Administrative Gliederung
Auf Gemeindeebene setzt sich Ganyu aus 15 Großgemeinden und zwei Wirtschaftsentwicklungszonen zusammen.